# Kurbail

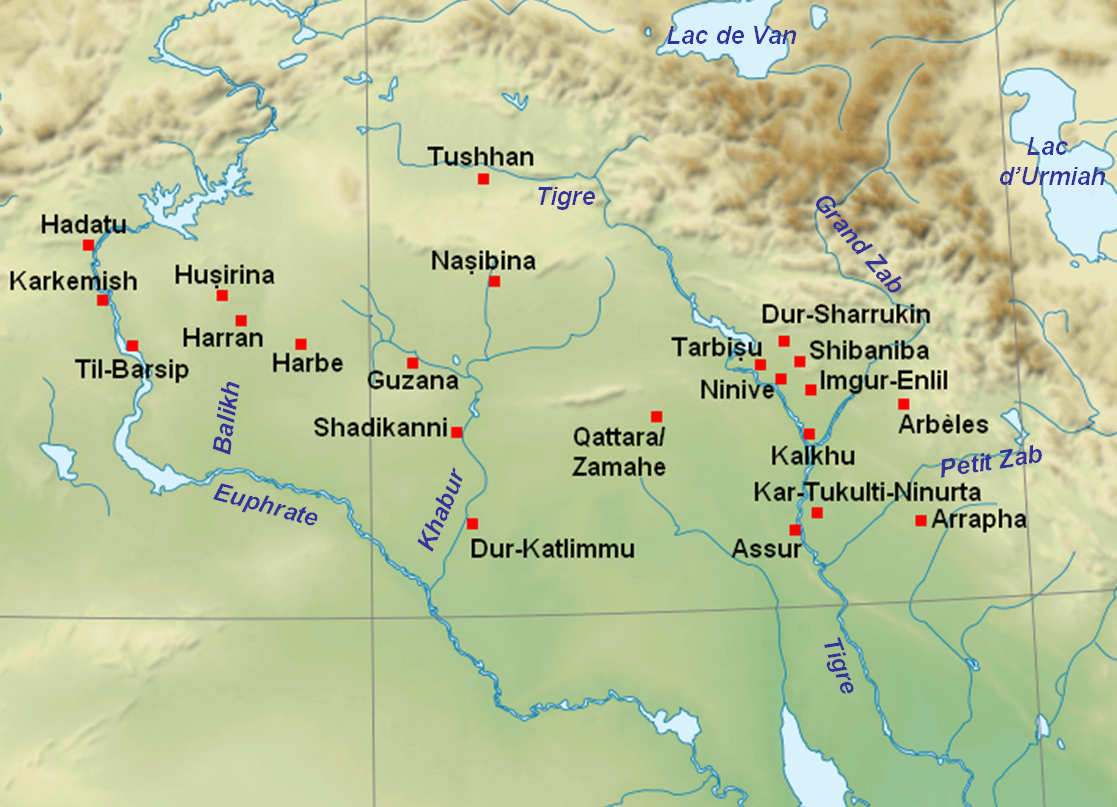
Mapa starożytnego Bliskiego Wschodu z zaznaczonymi najważniejszymi miastami asyryjskimi

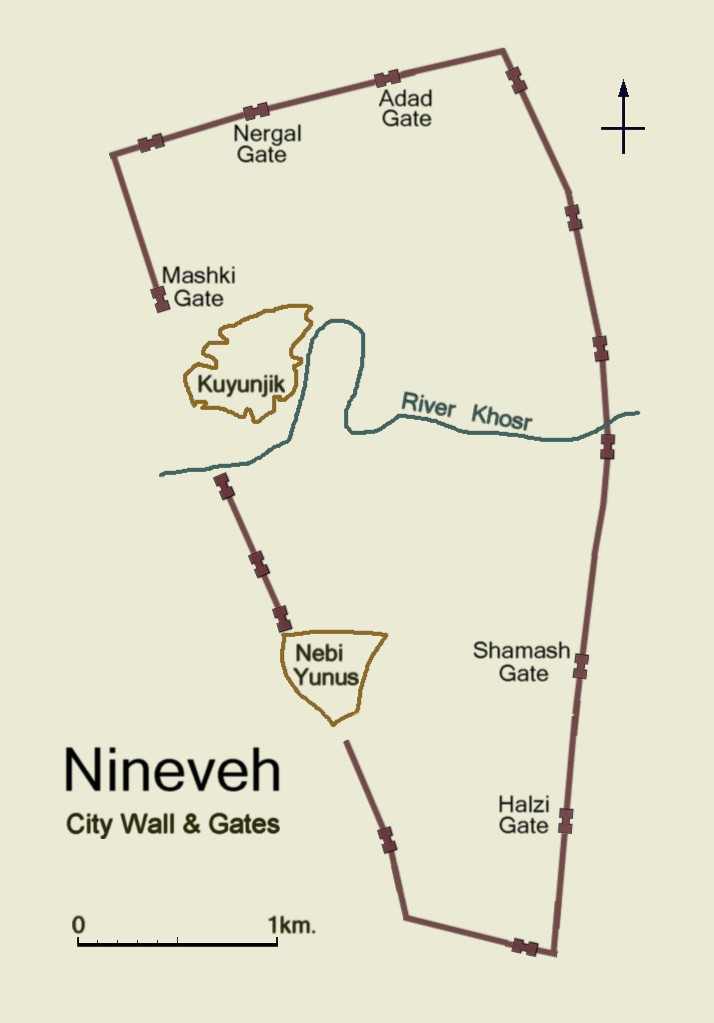
Mapa murów mejskich i bram miasta Niniwa z zaznaczoną Bramą Adada wiodącą w kierunku północnym

Kurbail, też Kurba'il (zapisywane uruKur-ba-ìl(AN)) – w 1 połowie I tys. p.n.e. asyryjskie miasto i stolica asyryjskiej prowincji o tej samej nazwie. 

## Lokalizacja
Dokładna lokalizacja miasta nie jest znana. Niektórzy badacze kierując się położeniem Bramy Adada w Niniwie uważają, iż miasta Kurbail należy szukać na północ od Niniwy, w kierunku granicy z Urartu. Ich zdaniem nazwa bramy powstać miała na cześć boga Adada czczonego w Kurbail, a tym samym wychodząca z niej i wiodąca w kierunku północnym droga prowadzić miała właśnie do miasta Kurbail. Inni badacze, kierując się tym, iż Kurbail wzmiankowany jest głównie w tekstach pochodzących z Kalchu, oraz tym, że teksty te wymieniają Kurbail najczęściej właśnie w powiązaniu z tym miastem, sugerują, iż miasta Kurbail szukać należy w pobliżu Kalchu, najprawdopodobniej gdzieś w obszarze pomiędzy rzekami Hazir i Duży Zab.

## Historia
Nazwa miasta nie jest poświadczona w źródłach z okresu średnioasyryjskiego. Najwcześniejsza znana wzmianka o Kurbail znajduje się w inskrypcji Salmanasara III (858-824 p.n.e.) na posągu Adada z Kurbail, który odnaleziono w Pałacu przeglądów wojskowych (akad. ēkal māšarti) w Kalchu. Inskrypcja ta opisuje uroczyste poświęcenie tego posągu, którego dokonano w 836 r. p.n.e. Z 788 r. p.n.e. pochodzi najwcześniejsza wzmianka dotycząca prowincji Kurbail, zachowana w jednym z dekretów Adad-nirari III (810-783 p.n.e.). Wraz z rządami tego króla w asyryjskich listach i kronikach eponimów zaczynają pojawiać się też imiona gubernatorów Kurbail pełniących urząd limmu. Byli nimi Marduk-szarru-usur (eponim w 784 r. p.n.e.), Ninurta-iddin (eponim w 757 r. p.n.e.) i Bel-szarrani (eponim w 699 r. p.n.e.). Wzmianki o prowincji Kurbail znaleźć też można w listach i innych dokumentach pochodzących z czasów panowania Tiglat-Pilesera III (744-727 p.n.e.) i Sargona II (722-705 p.n.e.). Wiadomo, iż w 1 połowie VIII w. p.n.e. w Kurbail znajdował się „dom turtanu”, który służyć mógł jako centrum dowodzenia dla wojsk asyryjskich stacjonujących przy północnej granicy państwa. W Kurbail znajdowała się też ważna świątynia boga Adada, z której najprawdopodobniej pochodził posąg Adada odnaleziony w Kalchu.